# Thomas Scheitlin

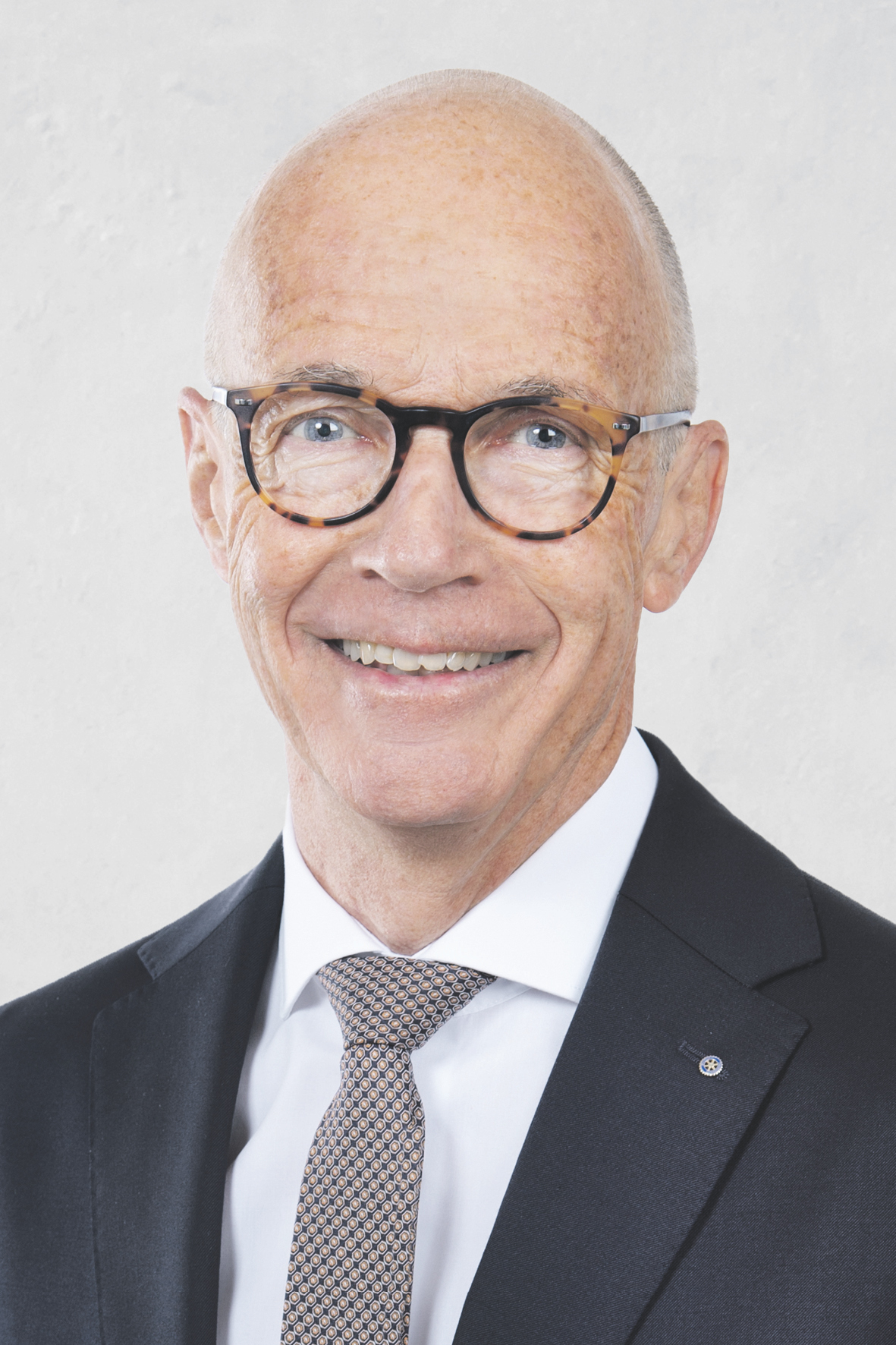
Thomas Scheitlin (2017)

Thomas Scheitlin (* 20. Juni 1953) ist ein Schweizer Politiker. Er gehört der Partei FDP.Die Liberalen an und vertritt  den Wahlkreis St.Gallen im Kantonsrat des Kantons St. Gallen.  Von 2007 bis 2020 war Thomas Scheitlin Präsident der Stadt St. Gallen.

## Leben
1980 erhielt Scheitlin einen Abschluss an der Universität St. Gallen (lic. oec. HSG) und 1998 schloss er eine weitere Ausbildung mit dem Advanced Executive Programm an der Swiss Banking School erfolgreich ab. Nach Tätigkeiten in der Privatwirtschaft war er von 2001 bis 2006 vollamtlich tätiger Präsident der Ortsbürgergemeinde St. Gallen. 2006 wurde er als Nachfolger von Franz Hagmann zum Stadtpräsidenten von St. Gallen gewählt. Er wurde seither dreimal wiedergewählt. 2020 trat er zurück und seine Nachfolgerin wurde Maria Pappa (SP). Daneben ist er Mitglied des St. Galler Kantonsrats (Parlament) und des Universitätsrates der Universität St. Gallen sowie Präsident des Verwaltungsrates der Olma Messen St. Gallen. Scheitlin ist verheiratet und hat zwei Kinder.